# Dicamptus neavei
Dicamptus neavei là một loài tò vò trong họ Ichneumonidae.